# Meteoritni
Meteoritni (en rus: Метеоритный) és un poble del krai de Primórie, a l'Extrem Orient de Rússia, que en el cens del 2010 tenia 146 habitants.